# Juice WRLD
Juice Wrld, pseudoniem van Jarad Anthony Higgins, (Chicago, 2 december 1998 – Oak Lawn, 8 december 2019) was een Amerikaans zanger en rapper. Higgins stond vooral bekend om zijn nummers Robbery, Lucid Dreams, All Girls Are the Same, Armed & Dangerous, Lean wit me, Wishing Well en Empty Out Your Pockets (postuum nummer).

## Levensloop
Higgins groeide op in een buitenwijk van Chicago genaamd Calumet Park. Later verhuisde hij met zijn ouders naar Homewood. Higgins' ouders scheidden toen hij nog jong was. Hij werd samen met zijn oudere broer opgevoed door een alleenstaande moeder. Higgins groeide op in een conservatief christelijk huishouden. Zijn moeder verbood hem om naar rapmuziek te luisteren. Samen met zijn neven luisterde hij stiekem naar Lil Wayne, Birdman en Gucci Mane. Higgins leerde zichzelf piano en gitaar spelen en later ging hij ook drummen. In het tweede jaar van de middelbare school begon Higgins muziek maken serieus te nemen. Aangezien hij echt iets professioneel wilde doen met zijn muziek had hij betere apparatuur nodig. Zijn alleenstaande moeder kon dit niet betalen, dus besloot Higgins op zeventienjarige leeftijd te gaan werken in een fabriek. Na een paar maanden werken had hij geld genoeg om de dure apparatuur te kunnen veroorloven en kon hij verder met het maken van muziek. 
In juni 2019 verklaarde Higgins te stoppen met zijn verslaving aan de hoestsiroop promethazine, ook bekend als lean.
Higgins overleed op 8 december 2019 aan de gevolgen van een overdosis aan drugs. Hij werd op de luchthaven van Chicago Midway onwel en overleed even later in het ziekenhuis.

## Carrière
Higgins bracht zijn eerste nummer genaamd Forever in 2015 uit op SoundCloud. Terwijl hij serieus muziek begon te maken, werkte hij tijdelijk in een fabriek om beter materiaal te kunnen kopen. In 2017 bracht hij zijn eerste ep genaamd 9 9 9 uit, waar het nummer Lucid Dreams op stond. Dit werd een hit op het internet en het betekende zijn doorbraak in de Verenigde Staten. Eind 2017 bracht Higgins nog een ep uit, genaamd Nothings Different. Hier staat het nummer All Girls Are The Same op. Ook dit nummer bereikte meerdere hitlijsten en stond een aantal keer op nummer 1. Higgins werd benaderd door Interscope, dat hem een platencontract ter waarde van drie miljoen dollar aanbood. Kort daarna bracht Interscope het nummer All Girls Are The Same  internationaal uit. Ook in het buitenland haalde het nummer de hitlijsten. Na het overlijden van XXXTentacion bracht Higgins het nummer Legends uit, waarin ook het overlijden van Lil Peep wordt benoemd. In het nummer doet Higgins een onheilspellende voorspelling, in het nummer zingt Higgins 
What's the 27 Club? We ain't making it past 21.
 Higgins zou zes dagen na zijn 21ste verjaardag overlijden, nadat hij onwel was geworden na zijn aankomst in Chicago.

## Discografie

### Albums
| Album met eventuele hitnotering(en) in de Nederlandse Album Top 100 | Datum van verschijnen     | Datum van binnenkomst | Hoogste positie | Aantal weken | Opmerkingen                                                                     |
| ------------------------------------------------------------------- | ------------------------- | --------------------- | --------------- | ------------ | ------------------------------------------------------------------------------- |
| Goodbye & Good Riddance                                             | 23-05-2018                | 02-06-2018            | 11              | 142*         |                                                                                 |
| Wrld on Drugs                                                       | 19-10-2018                | 27-10-2018            | 12              | 3            | Mixtape / met Future                                                            |
| Death Race for Love                                                 | 08-03-2019                | 23-03-2019            | 3               | 92*          | Dit album bevat vooral nieuwe nummers en is het vervolg op de voorgaande albums |
| Legends Never Die                                                   | 10-07-2020                | 18-07-2020            | 2               | 32*          | Postuum album                                                                   |
| Fighting Demons                                                     | 10-12-2021\|Postuum album |                       |                 |              |                                                                                 |

| Album met hitnotering(en) in de Vlaamse Ultratop 200 albums | Datum van verschijnen | Datum van binnenkomst | Hoogste positie | Aantal weken | Opmerkingen          |
| ----------------------------------------------------------- | --------------------- | --------------------- | --------------- | ------------ | -------------------- |
| Goodbye & Good Riddance                                     | 2018                  | 02-06-2018            | 19              | 257*         |                      |
| Wrld on Drugs                                               | 2018                  | 27-10-2018            | 34              | 5            | Mixtape / met Future |
| Death Race for Love                                         | 2019                  | 16-03-2019            | 15              | 162*         |                      |
| Legends Never Die                                           | 2020                  | 18-07-2020            | 3               | 146*         |                      |
| Fighting Demons                                             | 2021                  | 10-12-2021            | 10              | 37*          |                      |

### Ep's & mixtapes

#### als JuiceTheKidd
- What is Love? (Mixtape, 2015)
- Juiced Up the EP (ep, 2016)
- Twilight Zone EP (ep, 2016)

#### als Juice Wrld
- Affliction (ep, 2017)
- Heartbroken in Hollywood 9 9 9 (ep, 2017)
- JuiceWrld 9 9 9 (ep, 2017)
- BingeDrinkingMusic (ep, 2017)
- Nothings Different (ep, 2017)
- Too Soon (ep, 2018)
- Up Next Session: Juice Wrld (ep, 2018)
- Wrld on Drugs (mixtape, 2018) zie ook albums

### Singles
| Single met eventuele hitnotering(en) in de Nederlandse Top 40 | Datum van verschijnen | Datum van binnenkomst | Hoogste positie | Aantal weken | Opmerkingen                                                  |  |
| ------------------------------------------------------------- | --------------------- | --------------------- | --------------- | ------------ | ------------------------------------------------------------ |  |
| Lucid Dreams (Forget Me)                                      | 16-03-2018            | -                     | tip 2           | -            | Nr. 11 in de Single Top 100                                  |  |
| Robbery                                                       | 15-02-2019            | -                     | -               | -            | Nr. 81 in de Single Top 100                                  |  |
| Fast                                                          | 08-03-2019            | -                     | -               | -            | Nr. 88 in de Single Top 100                                  |  |
| Bandit                                                        | 04-10-2019            | -                     | -               | -            | met YoungBoy Never Broke Again / Nr. 62 in de Single Top 100 |  |
| Godzilla                                                      | 17-01-2020            | -                     | tip 12          | -            | met Eminem / Nr. 11 in de Single Top 100                     |  |
| Righteous                                                     | 24-04-2020            | -                     | -               | -            | Nr. 38 in de Single Top 100                                  |  |
| Life's a Mess                                                 | 06-07-2020            | -                     | -               | -            | met Halsey / Nr. 40 in de Single Top 100                     |  |
| Come & Go                                                     | 09-07-2020            | -                     | tip 12          | -            | met Marshmello / Nr. 27 in de Single Top 100                 |  |
| Wishing Well                                                  | 17-07-2020            | -                     | -               | -            | Nr. 41 in de Single Top 100                                  |  |
| Smile                                                         | 07-08-2020            | -                     | -               | -            | met The Weeknd / Nr. 47 in de Single Top 100                 |  |
| Bad Boy                                                       | 15-01-2021            | -                     | -               | -            | met Young Thug / Nr. 91 in de Single Top 100                 |  |
| Already Dead                                                  | 12-11-2021            | -                     | -               | -            | -                                                            |  |
| Wandered to LA                                                | 03-12-2021            | -                     | -               | -            | met Justin Bieber                                            |  |

| Single met hitnotering(en) in de Vlaamse Ultratop 50 | Datum van verschijnen | Datum van binnenkomst | Hoogste positie | Aantal weken | Opmerkingen                     |
| ---------------------------------------------------- | --------------------- | --------------------- | --------------- | ------------ | ------------------------------- |
| Lucid Dreams (Forget Me)                             | 2018                  | 21-07-2018            | 30              | 8            |                                 |
| Lean wit Me                                          | 03-08-2018            | -                     | tip             | -            |                                 |
| Armed and Dangerous                                  | 15-10-2018            | -                     | tip             | -            |                                 |
| Roses                                                | 07-12-2018            | -                     | -               | -            | met Benny Blanco & Brendon Urie |
| MoshPit                                              | 14-12-2018            | -                     | tip             | -            | met Kodak Black                 |
| Robbery                                              | 2019                  | -                     | tip 18          | -            |                                 |
| Hate Me                                              | 28-06-2019            | -                     | tip 32          | -            | met Ellie Goulding              |
| Bandit                                               | 2019                  | -                     | tip 22          | -            | met YoungBoy Never Broke Again  |
| Godzilla                                             | 2020                  | -                     | tip 2           | -            | met Eminem                      |
| Righteous                                            | 2020                  | -                     | tip 12          | -            |                                 |
| Tell Me U Luv Me                                     | 29-05-2020            | -                     | tip             | -            |                                 |
| Go!                                                  | 12-06-2020            | -                     | tip             | -            | met The Kid Laroi               |
| Life's a Mess                                        | 2020                  | -                     | tip 21          | -            | met Halsey                      |
| Come & Go                                            | 2020                  | 25-07-2020            | 47              | 1            | met Marshmello                  |
| Wishing Well                                         | 2020                  | -                     | tip 2           | -            |                                 |
| Smile                                                | 2020                  | 22-08-2020            | 48              | 1            | met The Weeknd                  |
| Real Shit                                            | 02-12-2020            | -                     | tip 34          | -            | met Benny Blanco                |
| Reminds Me of You                                    | 08-12-2020            | -                     | tip             | -            | met The Kid Laroi               |
| Bad Boy                                              | 2021                  | -                     | tip             | -            | met Young Thug                  |

- Bibliothèque nationale de France: cb17864926w (data)
- Gemeinsame Normdatei: 1201263891
- International Standard Name Identifier: 0000 0004 6532 2609
- Library of Congress Control Number: no2019021892
- MusicBrainz: 4e4ebde4-0c56-4dec-844b-6c73adcdd92d
- Istituto Centrale per il Catalogo Unico: MILV377719
- Virtual International Authority File: 949155044809772520003
- WorldCat: E39PBJpJhC7qh46bchFKvkPbBP